# Lobodillo hebridarum
Lobodillo hebridarum är en kräftdjursart som först beskrevs av Karl Wilhelm Verhoeff1926.  Lobodillo hebridarum ingår i släktet Lobodillo och familjen Armadillidae. Inga underarter finns listade i Catalogue of Life.